# Def Leppard
Def Leppard је енглеска хард рок група основана 1976. године у Шефилду. Сматрају се члановима новог таласа британског хеви метала током 1980-их. Тада су избацили и своје најпопуларније албуме Pyromania и Hysteria. Широм света имају преко 100 милиона продатих плоча што их чини једним од најуспешнијих бендова. Уврштени су у Дворану славних рокенрола 2019. године.

## Чланови групе
- Рик Севиџ — бас-гитара, клавијатуре, пратећи вокали (1976—данас)
- Џо Елиот — главни вокали, клавијатуре, клавир (1977—данас)
- Рик Ален — бубњеви, перкусије, пратећи вокали (1978—данас)
- Фил Колен — гитара, пратећи вокали (1982—данас)
- Вивијан Кембел — гитара, пратећи вокали (1992—данас)

## Дискографија
Студијски албуми
- On Through the Night (1980)
- High 'n' Dry (1981)
- Pyromania (1983)
- Hysteria (1987)
- Adrenalize (1992)
- Slang (1996)
- Euphoria (1999)
- X (2002)
- Yeah! (2006)
- Songs from the Sparkle Lounge (2008)
- Def Leppard (2015)
- Diamond Star Halos (2022)